# Hamacantha tenda
Hamacantha tenda är en svampdjursart som beskrevs av Schmidt 1880. Hamacantha tenda ingår i släktet Hamacantha och familjen Hamacanthidae.
Artens utbredningsområde är Mexikanska golfen. Inga underarter finns listade i Catalogue of Life.